# Нагой, Фёдор Михайлович
Фёдор Михайлович Наго́й-Немой (? — 1558) — окольничий и воевода на службе у московских князей Василия III и Ивана Васильевича Грозного. Первый из представителей дворянского рода Нагих, достигший заметного положения на службе.  Прозвище Немой дано за молчаливость.

## Служба у Василия III
Впервые упоминается в летописях в 1526 году, в связи с браком Василия III и Елены Глинской. В 1533 году сопровождал Василия III в его поездке на Север, закончившейся смертью Великого князя.

## Служба у Ивана Грозного
В 1535 году получил чин ловчего, а в 1539 — окольничего. В 1544 принял участие в походе на Казань в качестве первого воеводы полка правой руки. В 1547 принял участие в походе на Казань в свите Ивана Грозного. Затем был воеводой московского правительства при Казанском хане. Принял активное участие в придворной борьбе против Глинских на стороне Шуйских. В 1548 году был в свите Ивана Грозного при походе к Владимиру. В 1549 был послан в Нижний Новгород, где находился при царе Шах-Али, оттуда он отправился в поход на Казань как командующий русской артиллерией. 
В 1552 году назначен воеводой в городе Чебоксары, где подавил антимосковское выступление мордвы и марийцев. В 1553 году сопровождал царя в походе против крымских татар. В 1555 году участвовал в походе под Тулу и Коломну, куда делали набег крымские татары. В 1556 году годовой воевода в Чебоксарах. В 1557 году участвовал в походе против крымских татар.
Умер в 1558 году.

## Семья
От брака с некой Евдокией (бывшей в 1547 году свахой на царской свадьбе) оставил восьмерых сыновей: Семёна, Ивана, Фёдора Федца, Афанасия, Юрия, Григория Шалдала, Григория Меньшого и Андрея.